# Oborniki
Oborniki is een stad in het Poolse woiwodschap Groot-Polen, gelegen in de powiat Obornicki. De oppervlakte bedraagt 14,08 km², het inwonertal 17.861 (2005).

## Verkeer en vervoer
- Station Oborniki Wielkopolskie
- Station Oborniki Wielkopolskie Miasto